# 黃佐治
黃佐治（英語：George Wong，1906年—1946年）是香港史上和戰後首位被香港軍政府法庭處以絞刑的通敵犯人。他早於香港保衛戰前已開始為日方提供有關香港的情報。香港日佔時期，他曾為各個日本機關服務，在九龍憲兵隊特高課擔任密探期間對盟軍人員進行偵查和刑拘活動，虐待多名被捕者，於香港重光後被逮捕。

## 簡歷
黃佐治是一名華人，生於1906年，籍貫廣東開平長安村，有指曾擁有美國國籍，與妻子歐陽玉蟬育有三兒。「佐治」只是音譯名，其真實中文名不詳。黃佐治早年曾在緬甸地區進口汽車到中國，1930年代中來港，在九龍彌敦道夏巴車行（Wallace Harper & Co Ltd）擔任司機。1939年年中，他轉到廣洲灣為重慶國民政府駕駛貨車一段時間，他自稱在重慶大轟炸中受過傷，留下疤痕。他於1940年年底返港，於均益倉擔任司機。1941年，公司調派他到奶路臣街分部工作。他們一家與岳母同住於旺角太子道153號二樓。家中的露台是一個小型健身場地，認識他的朋友會上他家做健身運動。
根據在戰前已認識黃佐治的證人鄭威林和李威林（音譯名）的供詞所述，黃表示自己早在香港保衛戰爆發前半年已認識一些日本軍人，並提供了不少香港有用情報。香港保衛戰爆發初期，鄭曾見過黃接載日偽軍人駛過彌敦道。1941年12月12日至13日，鄭曾見過配戴了興亞機關臂章的黃接載日本軍官和一些華人駛過油麻地彌敦酒店（後被興亞機關徵用），黃當時向鄭指自己正為日軍工作。
1942年年中，黃佐治離開興亞機關，為港九警備隊調查香港境外的抵抗份子與香港內部居民的聯繫，任務包括安排在港華人與境外偽軍的合作和協助安排日軍進攻澳洲的嚮導等。他同時服務於九龍憲兵隊，在特高課三等曹長吉本（Yoshimoto）手下負責調查境內盟軍間諜、支持盟軍的中立國人士和藏有短波收音機的人。鄭威林在當年7月見過黃，並留意他身上配有一把手槍，黃承認自己正為日本人作特務。李威林則曾陪同黃前往油麻地憲兵部和嘉林邊道警備隊司令部，黃指自己需每天早上向上級匯報工作。
1943年4月，黃原安排了約30名藏身深圳龍崗的游擊隊向日方投誠，但被他們集體逃脫，他因此被軍事法庭指控協助游擊隊逃走，而被判監禁約兩星期。
離開監獄後，黃不再為警備隊服務。作為憲兵隊特務密探，他聯同憲兵和其他附敵者追捕境內盟軍人員，施加酷刑以作迫供，嚴刑審訊被捕者，恐嚇和勒索被捕者家人以謀取個人利益，造成多人喪生，無數家庭破碎，受害的個案估計遠超於有紀錄的數字。
1945年8月15日日本投降當日，黃佐治立刻隨他的上司吉本逃離香港，一段時間之後在九龍一間車房被警察拘捕，當時他躲在柴木堆後面。1946年2月，他與其他5名曾為日方工作的疑犯（徐國幀、蘇良、黎傑、李察士（Joseph James Richards）和居寧（C. A. Gehring））一同被控通敵罪。黃佐治經香港軍政府法庭審判後遭判決罪名成立，同年7月在赤柱監獄處以絞刑。

## 通敵案審判
黃佐治一案由督察奧當奴雲（J. O'Donovan）負責，認人手續於1946年2月在赤柱監獄舉行。該案先於1946年2月至3月期間在中央裁判署初審。法官為關祖堯，主控官為施路華（Marcus Alberto da Silva）和史美（R. S. Smith），黃放棄於初審時進行辯護。
1946年4月，轉到於高等法庭正式審訊，法官是廖亞利孖打（Leo d'Almada e Castro），陪審官是祁特少校（J. B. Kite）和米爾斯少校（C. F. Miles）。辯護律師是由政府安排的羅顯勝大律師和關學林律師。
黃佐治在庭上否認所有控罪，辯護律師爭議通敵罪是否適用於日本管轄領土下的人民。黃佐治辯稱自己乃中國人，並非效忠於英王。他指自己是在12月12日早上被配載紅白臂章的人威迫為興亞機關擔任司機，12月27日起配戴臂章正式加入該組織。他更表示他在港九警備隊工作時為游擊隊走私物資，而在憲兵隊只是擔任司機和傳譯工作，對於部份受害者不認識和施加酷刑不知情。受害人黃培的妻子聞知後憤而衝出掌摑黃，黃的妻子更曾在庭外被群眾追打。
| 編號 | 時間                         | 地點／組織                     | 控罪                                                       | 受害者                                         | 備註 |
| ---- | ---------------------------- | ------------------------------ | ---------------------------------------------------------- | ---------------------------------------------- | --- |
| 1    | 1941年12月至1942年3月        | 興亞機關                       | 背叛英皇投入敵方日本的興亞機關服務                         |                                                | |
| 2    | 1942年7月30日至1943年4月15日 | 港九警備隊                     | 在香港佔領地政府港九警備隊擔任情報員                       |                                                | |
| 3    | 1943年5月4日至1945年5月3日   | 香港憲兵隊                     | 在香港憲兵隊擔任特務密探員                                 |                                                | |
| 4    | 1943年4月4日左右             | 九龍                           | 誘使李威林投敵                                             | 李威林（Ｗilliam Lee）                         | 李威林澳洲出生，是英軍服務團秘密工作人員，與黃佐治相識於戰前 |
| 5    | 1943年4月12日左右            | 九龍                           | 誘使李威林助其擔任情報工作，作為黃於駐萬頃沙偽軍之私人顧問 | 李威林（Ｗilliam Lee）                         | |
| 6    | 1943年4月15日左右            | 九龍                           | 誘使李威林助其擔任特務工作和偵查李軒利之行蹤               | 李威林 李軒利（Enrique Lee）                   | |
| 7    | 1943年6月16日左右            | 九龍                           | 參與逮捕劉植基和李威林                                     | 劉植基（Jackie Lau） 李威林                    | 劉植基是英軍服務團秘密工作人員，與黃佐治相識於戰前，戰前曾任後備警察 |
| 8    | 1943年6月16日左右            | 九龍                           | 協助逮捕劉伯偉，意圖取得以上兩人之消息                     | 劉伯偉（劉植基父親）                           | 黃佐治、日人森山一 （Moriyama）和李察士參與逮捕牙醫劉伯偉，姚婉芳被李察士多次掌摑和暴力地推倒在街上。劉伯偉在油麻地彌敦道363號新新酒店被毆打和處水刑，次日再押到赤柱監獄。劉伯偉失蹤後，姚更被認識黃的人勒索金錢。1945年7月，姚在街上遇到黃，黃指他已把劉伯偉殺掉，並跟她說：「你能拿我怎麼樣？」 |
| 9    | 1943年6月16日左右            | 九龍                           | 對劉伯偉毒打迫供                                           | 劉伯偉（劉植基父親）                           | 黃佐治、日人森山一 （Moriyama）和李察士參與逮捕牙醫劉伯偉，姚婉芳被李察士多次掌摑和暴力地推倒在街上。劉伯偉在油麻地彌敦道363號新新酒店被毆打和處水刑，次日再押到赤柱監獄。劉伯偉失蹤後，姚更被認識黃的人勒索金錢。1945年7月，姚在街上遇到黃，黃指他已把劉伯偉殺掉，並跟她說：「你能拿我怎麼樣？」 |
| 10   | 1943年6月19日左右            | 九龍                           | 要脅及恐嚇姚婉芳，以查探劉植基下落                         | 姚婉芳（劉植基母親）                           | 黃佐治、日人森山一 （Moriyama）和李察士參與逮捕牙醫劉伯偉，姚婉芳被李察士多次掌摑和暴力地推倒在街上。劉伯偉在油麻地彌敦道363號新新酒店被毆打和處水刑，次日再押到赤柱監獄。劉伯偉失蹤後，姚更被認識黃的人勒索金錢。1945年7月，姚在街上遇到黃，黃指他已把劉伯偉殺掉，並跟她說：「你能拿我怎麼樣？」 |
| 11   | 1943年6月19日至?年5月5日     |                                | 參與逮捕劉伯偉，令他被困禁而卒於死亡                       | 劉伯偉                                         | 黃佐治、日人森山一 （Moriyama）和李察士參與逮捕牙醫劉伯偉，姚婉芳被李察士多次掌摑和暴力地推倒在街上。劉伯偉在油麻地彌敦道363號新新酒店被毆打和處水刑，次日再押到赤柱監獄。劉伯偉失蹤後，姚更被認識黃的人勒索金錢。1945年7月，姚在街上遇到黃，黃指他已把劉伯偉殺掉，並跟她說：「你能拿我怎麼樣？」 |
| 12   | 1943年10月24日               | 九龍                           | 參與逮捕蒙尼                                               | 蒙尼（P. C. Mooney）                           | 葡人蒙尼戰時在英國駐澳門領事館工作。黃佐治、森山一、劉姓通譯、黃愛打及另外兩人捉走他的前同事呂文孫到憲兵隊本部，眾人偕同陳端至對呂毆打，施水刑和吊刑。文尼另一名前同事文寧（E. Manning）亦遭嚴刑迫供。                                                                                            |
| 13   | 1943年10月25日               | 香港                           | 毒打迫供呂文孫                                             | 呂文孫                                         | 葡人蒙尼戰時在英國駐澳門領事館工作。黃佐治、森山一、劉姓通譯、黃愛打及另外兩人捉走他的前同事呂文孫到憲兵隊本部，眾人偕同陳端至對呂毆打，施水刑和吊刑。文尼另一名前同事文寧（E. Manning）亦遭嚴刑迫供。                                                                                            |
| 14   | 1943年11月6日                | 九龍                           | 參與逮捕巴路士，以致他受監禁，嚴刑審訊與判處徒刑           | 巴路士（Henrique Alberto de Barros Botelho）   | 葡人巴路士戰前於德士古油公司工作，被黃佐治和另外一人逮捕，在赤柱監獄被處電擊、水刑、吊手、棍毆等刑罰逾一個月，1944年被日本軍事法庭判處兩年有期徒刑，後來再減刑至1年6個月 |
| 15   | 1943年11月7日                | 香港                           | 用刑迫供巴路士                                             | 巴路士（Henrique Alberto de Barros Botelho）   | 葡人巴路士戰前於德士古油公司工作，被黃佐治和另外一人逮捕，在赤柱監獄被處電擊、水刑、吊手、棍毆等刑罰逾一個月，1944年被日本軍事法庭判處兩年有期徒刑，後來再減刑至1年6個月 |
| 16   | 1943年11月10日               | 香港                           | 參與逮捕史域西，使他受嚴刑審訊與判處徒刑                   | 史域西（D. S. Dinghamal）                      | 巴基斯坦信德族商人，被黃佐治逮捕到憲兵隊本部，黃佐治、森山一對他施以吊刑及棍毆，後來囚禁於赤柱監獄時再被他們以水刑和吊刑迫供，1944年被日本軍事法庭判處五年有期徒刑，後來刑期被取消 |
| 17   | 1943年11月17日               | 香港                           | 毒打迫供史域西，迫使認罪                                   | 史域西（D. S. Dinghamal）                      | 巴基斯坦信德族商人，被黃佐治逮捕到憲兵隊本部，黃佐治、森山一對他施以吊刑及棍毆，後來囚禁於赤柱監獄時再被他們以水刑和吊刑迫供，1944年被日本軍事法庭判處五年有期徒刑，後來刑期被取消 |
| 18   | 1943年12月20日               |                                | 參與嚴刑審訊史域西                                         | 史域西（D. S. Dinghamal）                      | 巴基斯坦信德族商人，被黃佐治逮捕到憲兵隊本部，黃佐治、森山一對他施以吊刑及棍毆，後來囚禁於赤柱監獄時再被他們以水刑和吊刑迫供，1944年被日本軍事法庭判處五年有期徒刑，後來刑期被取消 |
| 19   | 1943年11月12日               |                                | 逮捕李美度士，以致他被監禁，嚴刑審訊與判處徒刑             | 李美度士（Francisco Xavier D'Almada Remedios） | 葡人李美度士戰前於通用電氣公司工作，被黃佐治和一名印度人逮捕，在赤柱監獄遭處以水刑、吊刑和火燒等刑罰，1944年被日本軍事法庭判處十年有期徒刑 |
| 20   | 1943年11月17日               | 參與嚴刑審訊李美度士，誘使認罪 |                                                            | 李美度士（Francisco Xavier D'Almada Remedios） | 葡人李美度士戰前於通用電氣公司工作，被黃佐治和一名印度人逮捕，在赤柱監獄遭處以水刑、吊刑和火燒等刑罰，1944年被日本軍事法庭判處十年有期徒刑 |
| 21   | 1943年11月12日               | 香港                           | 參與逮捕嘉拿，以致他被監禁，嚴刑審訊與判處徒刑             | 嘉拿（Luiz Maria Ozorio Gardner）              | 嘉拿戰前於遠東汽車公司工作，被黃佐治和一名華人逮捕，在赤柱監獄遭嚴刑審訊，遭處以棍毆、吊刑、火燒和禁食等刑罰，1944年被日本軍事法庭判處兩年有期徒刑，後來再減刑至1年7個月 |
| 22   | 1943年11月12日               |                                | 參與逮捕史華利士，以致他被監禁與審訊                       | 史華利士（Ｍaria Fernando Soares）             | 史華利士被黃佐治和一名日本人逮捕 |
| 23   | 1943年11月19日               |                                | 誘使李美度士自認為間諜                                     | 李美度士（Fernando Eduardo D'Almada Remedios） | 李美度士戰前是聯合貿易公司的董事。在赤柱監獄遭處以棍毆、電擊、水刑和吊刑等刑罰，被日本軍事法庭判處十年有期徒刑，後來再減刑至7年6個月 |
| 24   | 1944年6月19日至1944年7月1日  |                                | 參與審訊林巴芝洛                                           | 林巴芝洛（Rampal Ghillot）                     | 於高等法院遭黃佐治、森山一、井上神奈雄等人嚴刑審訊，遭處以水刑和吊刑等刑罰，後再被押到金巴利道69號，遭處以棍毆、吊刑、火燒等刑罰。1944年被日本軍事法庭判處十年有期徒刑，後來再減刑至7年6個月 |
| 25   | 1944年6月19日                |                                | 參與逮捕黃培，以致他被監禁與嚴刑審訊                       | 黃培                                           | 黃培是一名作家，美國出生華人，是英軍服務團秘密工作人員，黃佐治、森山一等人上門逮捕黃培無果，黃培妻子和黃培母親遭毆打，黃培回家時被逮捕然後失蹤。及後，黃佐治與他的的妻子前往勒索黃培妻子，換出黃培獲釋，她數天後向黃佐治妻子支付了十萬元軍票，但最終承諾沒有兌現。                                |
| 26   | 1944年6月19日至1944年7月1日  | 參與偵查及嚴刑審訊黃培         |                                                            | 黃培                                           | 黃培是一名作家，美國出生華人，是英軍服務團秘密工作人員，黃佐治、森山一等人上門逮捕黃培無果，黃培妻子和黃培母親遭毆打，黃培回家時被逮捕然後失蹤。及後，黃佐治與他的的妻子前往勒索黃培妻子，換出黃培獲釋，她數天後向黃佐治妻子支付了十萬元軍票，但最終承諾沒有兌現。                                |
| 27   | 1944年6月20日                | 香港                           | 參與逮捕亞甸沙，以致他被監禁與嚴刑審訊                     | 亞甸沙（Vicente Nicolas Atienza）              | 亞甸沙是一名醫生，菲律賓人，黃佐治、兩名日本憲兵押黃培到他家，亞甸沙在家中遭處以水刑，後被押往金巴利道69號，遭處以吊刑刑罰。及後，他曾被憲兵隊召到赤柱監獄為黃培治療背部可怕的燙傷傷口。他後來亦在赤柱監獄遭嚴刑審訊。                                                                            |
| 28   | 1944年6月20日                | 香港                           | 毒打亞甸沙，誘使認罪                                       | 亞甸沙（Vicente Nicolas Atienza）              | 亞甸沙是一名醫生，菲律賓人，黃佐治、兩名日本憲兵押黃培到他家，亞甸沙在家中遭處以水刑，後被押往金巴利道69號，遭處以吊刑刑罰。及後，他曾被憲兵隊召到赤柱監獄為黃培治療背部可怕的燙傷傷口。他後來亦在赤柱監獄遭嚴刑審訊。                                                                            |
| 29   | 1943年5月15日至1944年6月20日 | 九龍                           | 偵察李軒利之活動與行蹤                                     | 李軒利                                         | 李軒利是墨西哥華人，和鄰居尼瓜拉瓜人告山奴被黃佐治等人上門逮捕捕，同於金巴利道69號被水刑、吊刑，1944年被日本軍事法庭判處五年有期徒刑，後來再減刑至3年9個月，身體極之虛弱的他於1945年7月死於獄中病房                                                                                               |
| 30   | 1944年6月20日                | 九龍                           | 參與逮捕李軒利                                             | 李軒利                                         | 李軒利是墨西哥華人，和鄰居尼瓜拉瓜人告山奴被黃佐治等人上門逮捕捕，同於金巴利道69號被水刑、吊刑，1944年被日本軍事法庭判處五年有期徒刑，後來再減刑至3年9個月，身體極之虛弱的他於1945年7月死於獄中病房                                                                                               |
| 31   | 1943年5月15日至1944年6月20日 |                                | 偵查李軒利之活動與行蹤，致他被捕後，終遭判處徒刑而至死亡   | 李軒利                                         | 李軒利是墨西哥華人，和鄰居尼瓜拉瓜人告山奴被黃佐治等人上門逮捕捕，同於金巴利道69號被水刑、吊刑，1944年被日本軍事法庭判處五年有期徒刑，後來再減刑至3年9個月，身體極之虛弱的他於1945年7月死於獄中病房                                                                                               |
| 32   | 1944年6月20日                | 香港                           | 參與逮捕告山奴，以致他被監禁與嚴刑審訊                     | 告山奴（Gonzalo Sang）                         | 李軒利是墨西哥華人，和鄰居尼瓜拉瓜人告山奴被黃佐治等人上門逮捕捕，同於金巴利道69號被水刑、吊刑，1944年被日本軍事法庭判處五年有期徒刑，後來再減刑至3年9個月，身體極之虛弱的他於1945年7月死於獄中病房                                                                                               |
| 33   | 1944年6月20日                | 九龍                           | 參與毒打告山奴，迫使認罪                                   | 告山奴（Gonzalo Sang）                         | 李軒利是墨西哥華人，和鄰居尼瓜拉瓜人告山奴被黃佐治等人上門逮捕捕，同於金巴利道69號被水刑、吊刑，1944年被日本軍事法庭判處五年有期徒刑，後來再減刑至3年9個月，身體極之虛弱的他於1945年7月死於獄中病房                                                                                               |
| 34   | 1944年6月21日至1944年7月1日  |                                | 參與毒打告山奴                                             | 告山奴（Gonzalo Sang）                         | 李軒利是墨西哥華人，和鄰居尼瓜拉瓜人告山奴被黃佐治等人上門逮捕捕，同於金巴利道69號被水刑、吊刑，1944年被日本軍事法庭判處五年有期徒刑，後來再減刑至3年9個月，身體極之虛弱的他於1945年7月死於獄中病房                                                                                               |
| 35   | 1943年6月至1944年1月12日     |                                | 偵查溫奴域之行動                                           | 溫奴域（P. A. Yvanovich）                      | 溫奴域在赤柱監獄中遭受虐待至死，在隔壁囚室的巴路士曾見到溫奴域的手腳被反綁在身後面 |
| 36   | 1945年5月3日                 |                                | 參與逮捕奧拉素，以致他被監禁與嚴刑審訊                     | 奧拉素（Axel Napoleon Olsson）                 | 瑞典人，認識黃佐治。被捕後在西區憲兵部遭施以毆打和吊刑 |

## 流行交化
- 《叛國奇案》 ：戲劇劇本[23][24]
- 《Hong Kong 1946》：改編自《叛國奇案》的紀錄劇場[25]